# 梅里美听写
梅里美听写（法語：Dictée de Mérimée）是1857年法国著名作家普羅斯佩·梅里美应拿破仑三世的皇后欧也妮之请撰写的一段听写文字，作为宫廷消遣之用。
成绩公布，拿破仑三世有75处错误，皇后62处，小仲马24处，法兰西学院院士奥克塔夫·费耶19处，而奥地利外交官理查德·梅特涅竟然只有三处错误。听到各位成绩，小仲马转头对梅特涅说道：“王子殿下，您什么时候到法兰西学院教教我们正字法？” 

## 图集

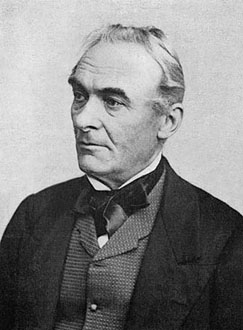
普羅斯佩·梅里美
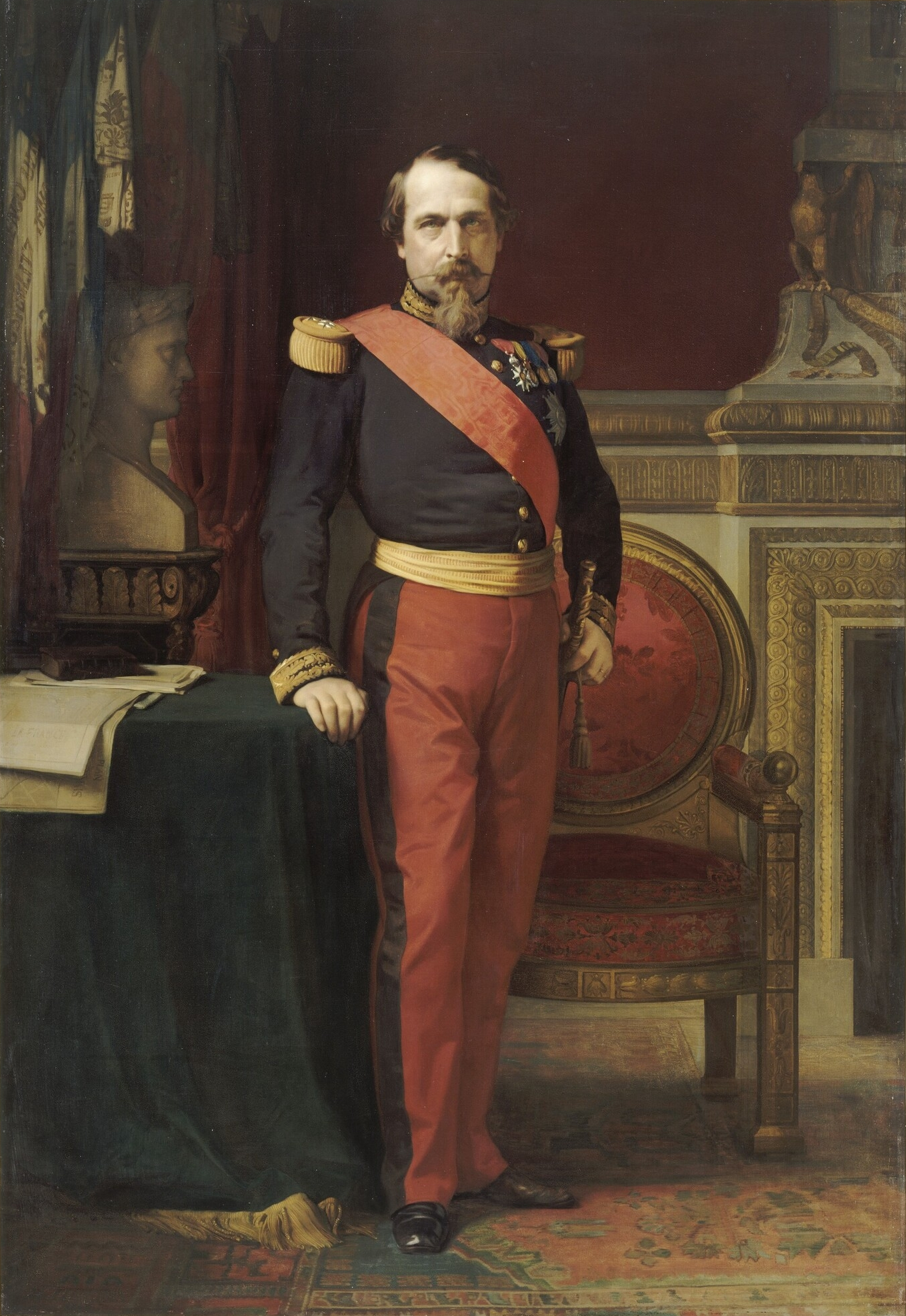
拿破仑三世
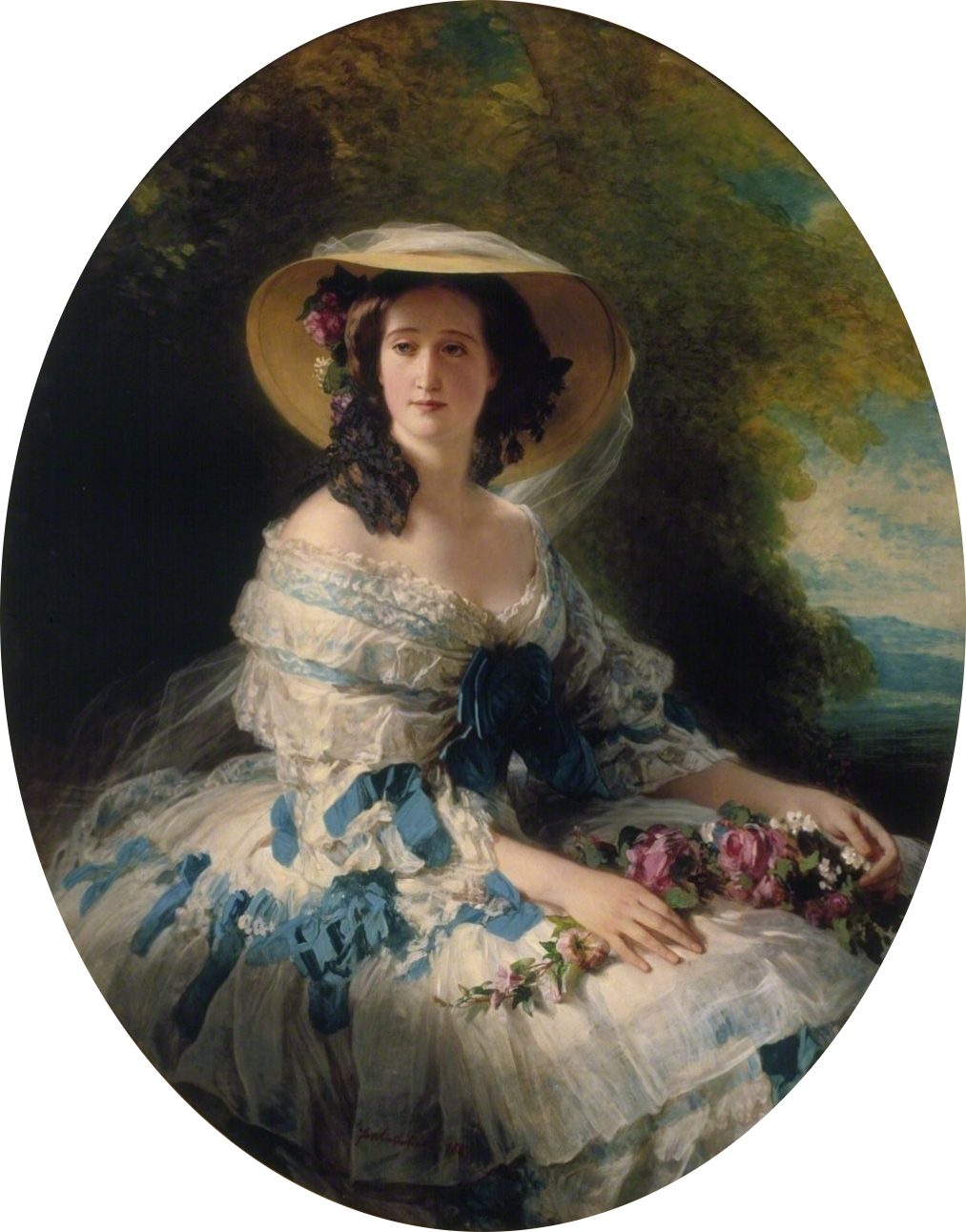
欧也妮皇后
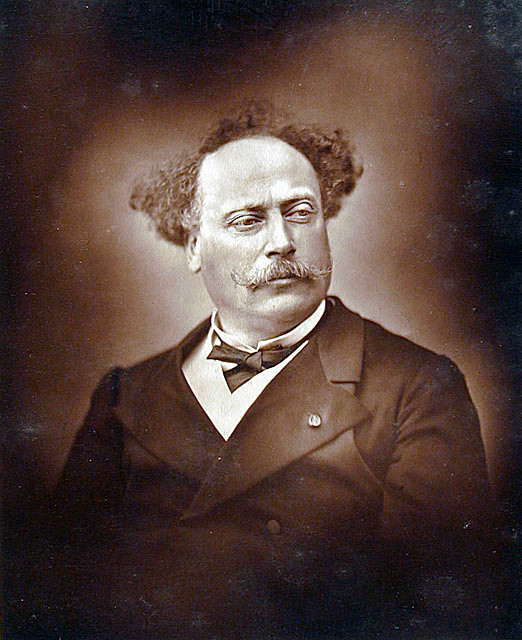
小仲马
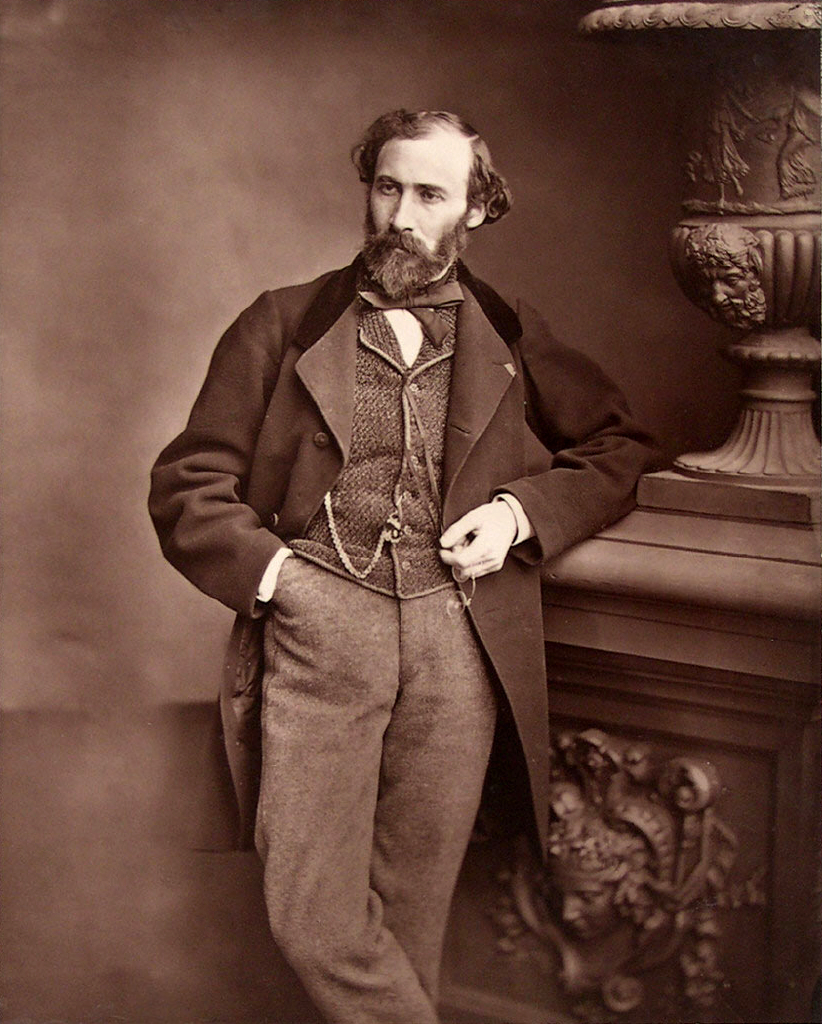
奥克塔夫·费耶
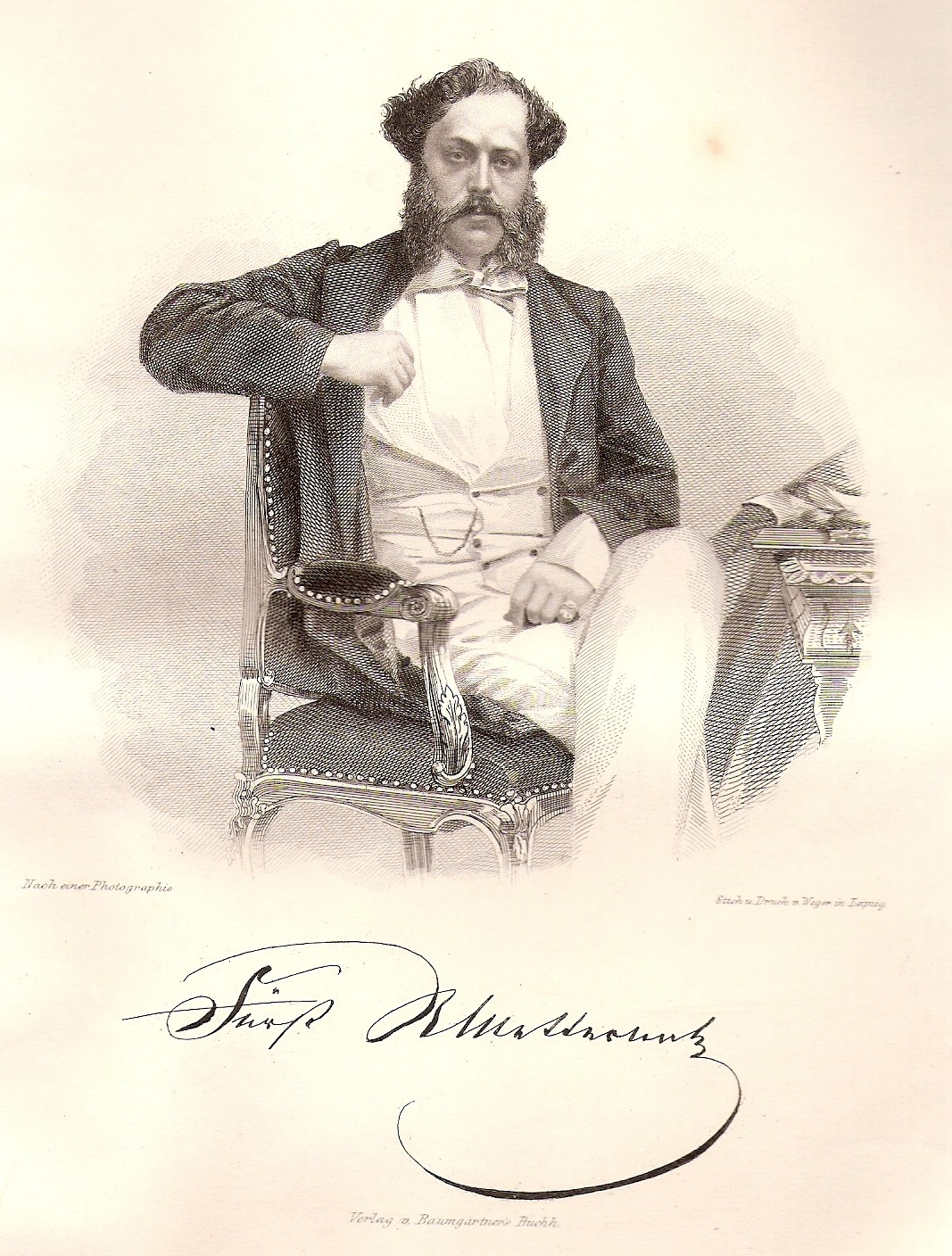
理查德·冯·梅特涅